# NG (Automarke)

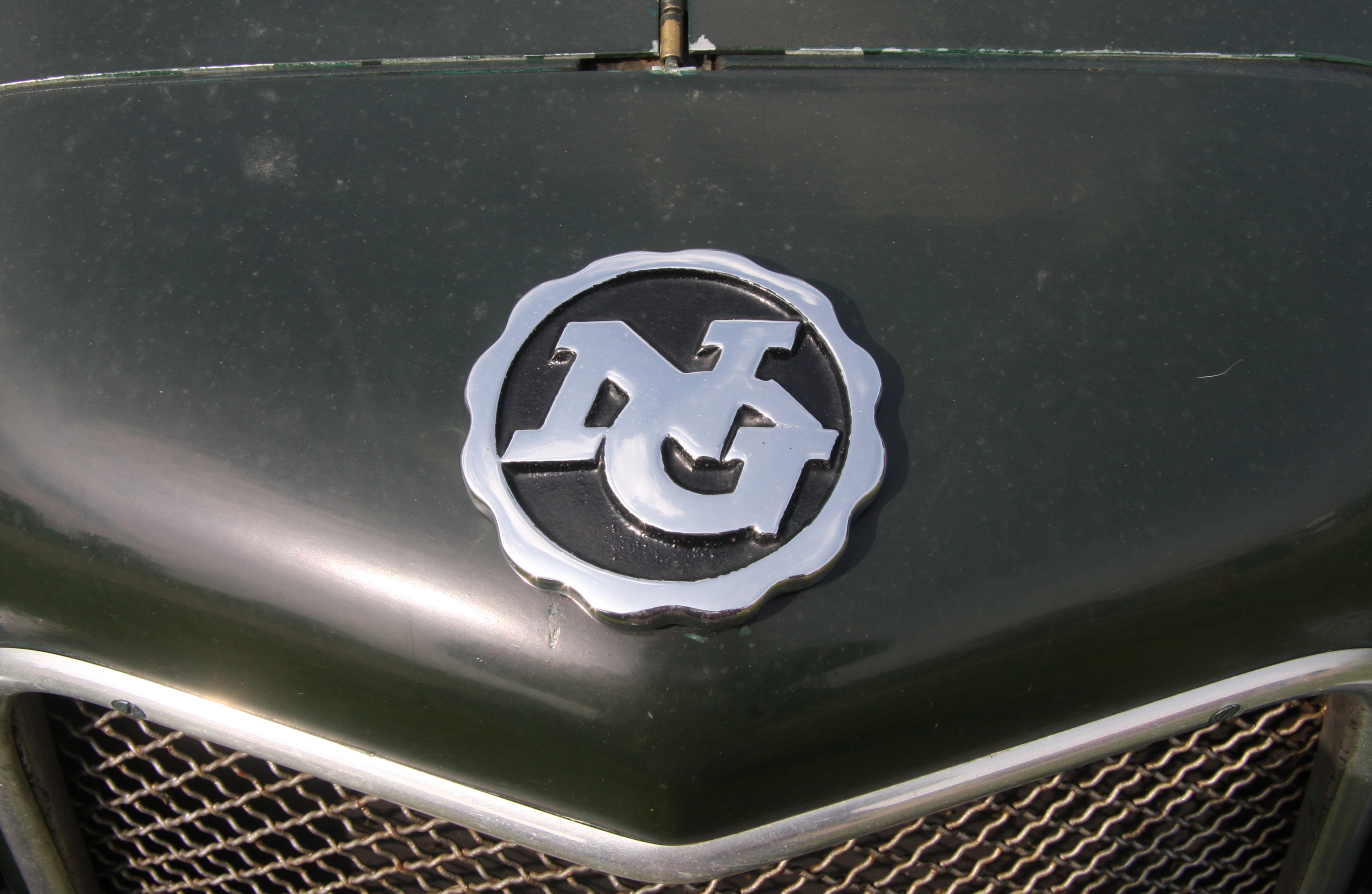
Emblem

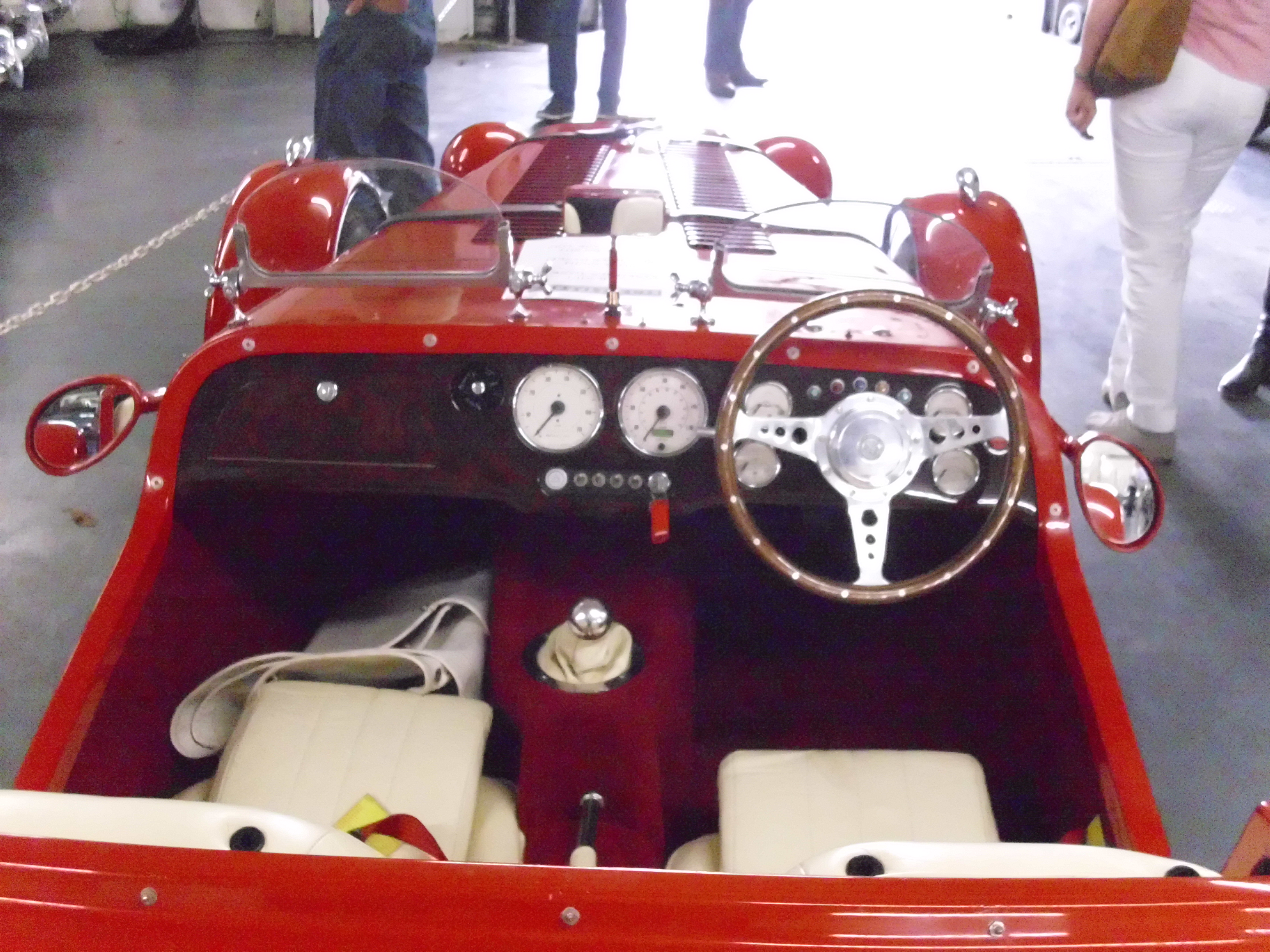
Interieur

NG war eine britische Automarke.

## Markengeschichte
Nick Green wohnte in New Milton in der Grafschaft Hampshire. Er betrieb dort das Unternehmen Speedwell Motor Company und gründete 1979 NCG Design, später umbenannt in NG Cars. Er begann 1979 mit der Produktion von Automobilen und Kits. Der Markenname lautete NG. Speedwell Motor Company stellte bereits 1983 die Produktion ein, und Spectra Cars aus London versuchte 1985 die Neuauflage deren Modells.
Die TA Motor Car Company (kurz TAMCC) aus Rotherham in South Yorkshire übernahm 1987 die Produktion eines Modells. NG Cars wurde 1989 aufgelöst, und Pastiche Cars aus Rotherham setzte die Produktion bis 1991 fort. Dieses Unternehmen existierte vom 11. November 1988 bis zum 9. Januar 1996. Pastiche Motor Company verwendete den Markennamen Pastiche.
Darauf folgte GTM Cars aus Sutton Bonington in Nottinghamshire bis 1993, NG Cars Limited aus Epsom in Surrey bis 2000 sowie NG Cars (IGI Group) aus New Milton bis 2002. Ab 2002 fertigte Findhorn Cars aus Petersfield in Hampshire die Fahrzeuge. Dieses Unternehmen wurde am 21. Februar 2012 aufgelöst.
Insgesamt entstanden über 2000 Exemplare.

## Fahrzeuge
Nachstehend eine Übersicht über die Modelle, Zeiträume, ungefähre Produktionszahlen, Hersteller und Kurzbeschreibungen.
| Modell               | Zeitraum  | Stückzahl | Hersteller | Kurzbeschreibung | Foto |
| -------------------- | --------- | --------- | --- | --- | ---- |
| NG Sedan             | 1988–1989 | 1         | NG Cars | Coupé im Stil der 1930er Jahre mit V8-Motor von Rover. |      |
| NG Speedwell Spectra | 1979–1985 | 10        | - 1979–1983 Speedwell Motor Company/NG Cars - 1985 Spectra Cars                                                                                                   | Roadster auf Basis des MG Midget. |      |
| NG TA                | 1979–1993 | 410       | - 1979–1987 NG Cars - 1987–1989 TA Motor Company - 1989–1991 Pastiche Motor Company - 1991–1993 GTM Cars                                                          | Roadster im Stil der 1930er Jahre mit einer Ähnlichkeit zum Aston Martin International. Von Pastiche Pastiche International genannt.                                                                                         |      |
| NG TC                | 1982–2012 | 400       | - 1982–1989 NG Cars - 1990–1991 Pastiche Motor Company - 1991–1993 GTM Cars - 1993–2000 NG Cars Limited - 2000–2002 NG Cars (IGI Group) - 2002–2012 Findhorn Cars | Roadster im Stil der 1930er Jahre, der dem Aston Martin Ulster ähnelte. Von Pastiche Pastiche Gladiator genannt. |      |
| NG TC V8             | 1981–1989 | 10        | NG Cars | Variante des NG TC mit V8-Motor, auch NG TCR genannt. |      |
| NG TD                | 1983–2012 | 100       | - 1983–1989 NG Cars - 1989–1991 Pastiche Motor Company - 1991–1993 GTM Cars - 1993–2000 NG Cars Limited - 2000–2002 NG Cars (IGI Group) - 2002–2012 Findhorn Cars | Variante des NG TC mit 2 + 2 Sitzen. |      |
| NG TF                | 1983–2012 | 1200      | - 1983–1989 NG Cars - 1989–1991 Pastiche Motor Company - 1991–1993 GTM Cars - 1993–2000 NG Cars Limited - 2000–2002 NG Cars (IGI Group) - 2002–2012 Findhorn Cars | Variante des NG TC mit lang auslaufenden vorderen Kotflügeln. Vierzylindermotoren vom MG B, Ford Cortina, Ford Sierra und Morris Marina sowie V8-Motoren von Rover. Von Pastiche Pastiche Ascot und Pastiche Henley genannt. |      |
| NG TS                | 2004–2012 | 2         | Findhorn Cars | Ausführung des NG TC mit vergrößertem Innenraum. |      |
| NG Tourer            | 1988      | 1         | NG Cars | Viersitziger Tourenwagen. |      |
| NG Tycoon            | 1979      | 1         | NG Cars | Coupé mit V8-Motor von Rover in Fahrzeugmitte. |      |